# Акаши (бронепалубен крайцер, 1897)
Акаши (на японски: 明石) е бронепалубен крайцер на Императорските ВМС на Япония от типа „Сума“. Втори кораб в серията. Взема участие в Руско-японската война и Първата световна война.
Крайцерът носи името си в чест на живописното морско крайбрежие, описано в средновековния роман Сказание за Генджи, днес част от градската англомерация на Кобе.

## Конструкция
С цел отстраняване на недостатъците на проекта, появили се при изпитанията на главния кораб на серията крайцера „Сума“, в конструкцията на „Акаши“ са направени много промени, в т.ч. за увеличаване на устойчивостта и мореходността е надстроен висок надводен борд, корпуса става гладкопалубен, бойни марсове не са поставяни.

## История на службата
Веднага след влизането си в строй, през март 1899 г. „Акаши“ влиза в състава на Ескадрата за постоянна готовност, но още през октомври 1899 г. корабът е поставен в дока на военноморския арсенал на Йокосука за ремонт на една от машините и боядисване на подводната част на корпуса. Януари 1900 г. корабът отново е в док за ремонт на главни и спомагателни механизми на двете машини. Следващи ремонти има през май 1900 г. в Куре и юли 1900 г. в Сасебо. От юли до ноември 1900 г. крайцерът е изпратен в северен Китай като стационар. При завръщането си в Япония, корабът преминава след походен ремонт на силовата установка в Куре. От април до октомври 1901 г. крайцерът е на стационар в южен Китай, след което отново има ремонт в Куре. През февруари 1902 г. корабър отново е изпратен в Китай, но става ясно, че три от котлите поради амортизация не могат да издържат на високо налягане, което означава че крайцерът не може да развие скорост по-голяма от 14 възела. Корабър се връща обратно в Япония за ремонт. През май, веднага след края на ремонта, „Акаши“ отново се насочва като стационар в южен Китай, откъдето се връща през юни 1902 г. През август 1902 г. корабът е отнесен към резерва от 1-ви разряд. Март 1903 г. в Куре е проведен планов ремонт. От 14 април до 29 август 1903 г. „Акаши“ и еднотипния „Сума“ като учебни кораби с курсанти от Школата на механиците на борда извършват поход към бреговете на Китай и Корея. По време на плаването са посетени Фучжоу, Шанхай, Янтай (Чифу), Инчхон (Чемулпо), Пусан и Вонсан. През септември 1903 г. в Сасебо е проведен след походен ремонт на кораба.
От 16 до 18 октомври „Акаши“ и „Сума“ имат учебни стрелби, а на 19 ноември участват в учения по маневриране съвместно с крайцерите „Читосе“, „Йошино“ и „Касаги“.
От 8 до 17 януари 1904 г. „Акаши“ изпълнява специална задача по подсигуряване поставянето на подводен телефонен кабел от кораба „Окинава мару“ между залива Аиноура и рейда на Пхалгупхо.
През януари 1904 г. крайцерът има доков ремонт в Нагасаки, след което на изпитанията развива скорост 19,5 възела. През януари 1904 г., при подготовката към бойните действия, на кораба е поставена допълнителна защита срещу осколки от манилски швартови въжета.

### Руско-японска война
Преди началото на руско-японската война крайцерът „Акаши“ влиза в състава на 4-ти боен отряд на 2-ра ескадра на Съединения флот.
Непосредствено преди началото на бойните действия на 5 февруари 1904 г. крайцерът „Акаши“ излиза в открито море югоизточно от края на Корейския полуостров за подсигуряване на телеграфната връзка. На 7 февруари „Акаши“ се присъединява към своя отряд, за прехода му към Инчхон (Чемулпо), за унищожаването на намиращите се там руски кораби (крайцера „Варяг“ и канонерската лодка „Кореец“). На 8 февруари „Акаши“ влиза на рейда на Инчхон (Чемулпо) и остава там до сутринта на 9 февруари, подсигурявайки десанта на подразделенията на японската армия на брега.
На 9 февруари, в хода на боя с „Варяг“ „Акаши“ следва килватера на „Такачихо“. Един от руските снаряди минава между комините на „Акаши“ и пада на 200 m от левия борд, друг снаряд пада на 400 m по кърмата. Загуби и повреди след боя няма. По „Варяг“ от „Акаши“ са произведени два изстрела от 152-mm кърмово оръдие, с оглед на голямата дистанция (около 6500 m) стрелбата е прекратена. След края на боя и връщането на руските кораби в Чемулпо, „Акаши“ отново влиза на рейда за разузнаване на обстановката и доближава „Варяг“ на дистанция около 4000 m.
За обезпечаването на превозването на 2-ра японска армия, на 20 април „Акаши“ в състава на 6-ти боен отряд под флага на контраадмирал М. Того с 2-ри, 10-и и 16-и отряд миноносци отплава от Корейския пролив в северозападна Корея, пристигайки в района на сбора на 22 април. След сбора на транспортите от 4 до 5 май „Акаши“, в състава на отряда, участва в конвоирането на 1-вия ешелон на транспортите. От 5 до 24 май катерите и лодките на „Акаши“ превозват войниците както на 1-ви, така и на 2-ри ешелон на транспортите От 1 до 14 юни старшият офицер на „Акаши“ капитан-лейтенант Яшиджима ръководи почистването от мини на залива Талиенван.
На 15 май 1904 г. „Акаши“ участва в прикритието на спасителните работи, на натъкналите се на мините, поставени около Порт Артур от минния заградител „Амур“, броненосци „Яшима“ и „Хацусе“. „Акаши“, „Чиода“ и крайцера „Акицушима“ водят огън по руските миноносци, излезли за атака на потъващия броненосец „Яшима“. Според японски данни, руските миноносци опитват да атакуват катерите и лодките, които спасяват хората от вече потъналия броненосец „Хацусе“. Независимо от липсата на попадения, руските миноносци са принудени да се върнат в Порт Артур.
На 16 май „Акаши“ с „Чиода“ и „Акицушима“ обстрелват руските войски и сградите на брега на Бохайския (Печилийския) залив. Вечерта на 16 май командващият 6-ти отряд М. Того заповядва да се преместят в залива Кинчжоу за обстрел на руските войски на следващия ден, но около 01:45 на 17 май поради гъста мъгла командирът е принуден да заповяда на своите кораби да запалят корабните светлини и да се подготвят за пускане на котва. При закотвянето, в мъглата, канонерската лодка „Ошима“ е таранирана от „Акаги“ и потъва. Контраадмирал М. Того заповядва на крайцера „Акицушима“ да взема екипажа на „Ошима“, а с останалите кораби с разсъмването на 17 май се насочват към залива Кинчжоу. След обстрела на брега към края на 18 май корабите се връщат на предната база на японския флот до островите Елиот.
На 7 юни „Акаши“, начело на 6-ти отряд, съвместно с канонерските лодкам „Уджи“, „Акачи“ и 10-ти отряд миноносци влизат в Бохайския залив за оказане на поддръжка на частите на 2-ра японската армия по море.
В първата половина на деня „Акаши“, „Сума“ и „Изуми“ обстрелват подразделенията на руските войски и железопътната линия.
На 11 юни 6-ти отряд поема от Бохайския залив към главните сили на японския флот.
На 23 юни „Акаши“ в състава на отряда участва в безрезултатната среща на Съединения флот с корабите на руската ескадра, излязла от Порт Артур.
На 9 юли, при излизането на броненосеца „Победа“, крайцери, канонерски лодки и миноносци на руската ескадра за обстрел на японските позиции в залива Лунвантан, „Акаши“ в състава на отряда обстрелва от значителна дистанция руските миноносци, но повечето снаряди падат преди целта, попадения няма.
На 26 юли, при поредното излизане на крайцери, канонерски лодки и миноносци на руската ескадра за оказване на подкрепа на техните войски в отбрана, „Акаши“, начело на 6-ти боен отряд, от голямо разстояние прави няколко безрезултатни изстрела по вече връщащия се в Порт Артур крайцер „Баян“.
На 10 август „Акаши“, начело на 6-ти боен отряд, („Акаши“, „Сума“ и „Акицушима“) участва в боя в Жълто море. Към началото на боя крайцерите на 6-ти отряд не успяват да се съединят към главните сили и не участват в първата фаза на сражението, намирайки се примерно на 100 кабелта североизточно от корабите на руската ескадра. В края на втората фаза на боя 6-ти отряд се опитва да предотврати разкъсването на блокадата от руските крайцери „Асколд“ и „Новик“, но не успяват да ги догонят и командващият отряда контраадмирал М. Того е принуден да прекрати преследването.
В нощта на 11 август 6-ти боен отряд в състав „Акаши“, „Акицусима“ и „Изуми“ получава заповед да продължи преследването на избягалите руски крайцери. При изгрев слънце ляво по носа е забелязан крайцерът „Асколд“. Контраадмирал М. Того вади от строя имащия проблем с машината „Акицушима“ и започва преследването. На руския кораб поради умората на екипажа не се обявява бойна тревога, увеличават се оборотите на машините и вече към 06:00 японските кораби са зад хоризонта. Японските крайцери, независимо от явното преимущество на руския кораб по скорост, още няколко часа се опитват да догонят „Асколд“, но след като напълно го губят от поглед прекратяват преследването и обръщат за обединяване с 2-ри боен отряд под командването на вицеадмирал Хиконодзе Камимура. След срещата с корабите на Камимура и предването на информация за резултатите боя в Жълто море 6-ти отряд, на 13 август се връща от Порт Артур на предната база на японския флот до островите Елиот.
На 10 декември „Акаши“, крейсирайки в блокирания периметър на Порт Артур, се натъква на мина. В носа на кораба се образува голяма пробойна, носовото провизионно отделение и няколко други отсека се оказват под вода, крайцерът потъва с носа във водата и получава силен крен на десния борд. Поради силно люлеене, тъмнината на нощта, студа и покриващия горната палуба лед работата на екипажа за спасяване на кораба е силно затруднена, но се справят с навлязлата вода и кренът е изправен.
На 12 декември „Акаши“ съпроводен от крайцерите „Ицукушима“ и „Хашидате“ пристига в Далян за ремонт.
На 27 май 1905 г. в Цушимско сражение крайцерът „Акаши“ действа в състава на 4-ти боен отряд („Нанива“ под флага на командващия отряда контраадмирал Сотокити Урю, „Такачихо“, „Цушима“ и „Акаши“). Сутринта на 27 май, след откриването на руската ескадра, 4-ти боен отряд излиза заедно с главните сили на японския флот от стоянката до бреговете на Корея в залива Чинкайван. Към 14:30 корабите на 3-ти и 4-ти отряд, заобикаляйки сражаващите се броненосци, се приближават към транспортните кораби на руската ескадра и откриват огън по тях. „Акаши“ открива стрелба в 15:10 от разстояние около 6000 метра. След известно време руските крайцери откриват ответен огън. В течение на деня крайцерите на 4-ти отряд водят бой с руските крайцери „Олег“, „Аврора“, „Владимир Мономах“, „Дмитрий Донски“, „Светлана“, „Алмаз“, „Урал“, „Жемчуг“, „Изумруд“. Около 16:00 – 16:30 крайцерите на 4-ти отряд (с изключение на получилия към този момент повреди и излязъл от боя „Такачихо“) обстрелват от дистанция около 1800 метра и потопяват изоставния от екипажа буксирен параход „Русь“ Около 18:00 към трите останали крайцера на 4-то отряд се присъединяват „Отова“ и „Ниитака“, към 18:20 се връща в строй „Такачихо“, заставайки краен в обединената колона крайцери на 4-ти и 3-ти отряд. Към 18:30 от дистанция около 3000 метра японските крайцери обстрелват нямащата ход плаваща ремонтна работилница (транспорт) „Камчатка“ и тежкоповредения броненосец „Князь Суворов“. В 18:50 корабите на 4-ти боен отряд прекратяват огъня и се насочват към своите главни сили. В хода на боя „Акаши“ е уцелен от пет снаряда: пробит е бордът и комина, убити са трима души и са ранени 7.
Утрото на 28 май 4-ти боен отряд (включва и „Отова“ и „Ниитака“) се намира 60 мили югозападно от остров Дажалет. След получаването на сигнала за откриването на корабите на отряда на контраадмирал Николай Иванович Небогатов, 4-ти боен отряд се насочва към руските кораби, но „Акаши“ не участва в обкръжаването на остатъците на ескадрата на противника, заради поправянето на пробойна, получена в дневния бой. Във втората половина на деня, след предаването на руските кораби, „Акаши“ се присъединява към своя боен отряд продължаващ издирването на отделни руски кораби. Около 16:00 е открит крайцерът „Дмитрий Донски“, опитващ се да стигне до Владивосток. 4-ти боен отряд започва преследването на руския кораб, след време към преследването се присъединяват крайцерите „Отова“ и „Ниитака“, плаващи към съединяване с 4-ти отряд след потопяването на крайцера „Светлана“. Около 19:00 в района 20 мили южно от остров Дажелет (Улиндо) японските кораби открива огън. След половинчасов бой, с настъпването на здрача, японските кораби прекратявят боя, оставяйки тежко повредения руски крайцер на миноносците, за да го довършат.
На 29 май „Акаши“, който се връща разделен от своя отряд на стоянката в залива Чинкай-ван, среща плененения от миноносеца „Сазанами“ руски миноносец „Бедовый“.
На 30 май под охраната на „Акаши“ руският кораб е преведен в Сасебо.
На 14 юни съставът на Съединения флот е променен: „Акаши“ остава в състава на 4-ти боен отряд, който вече е в състава на 1-ва ескадра под командването на адмирал (Хейхатиро Того]]).
На 22 юни 4-ти боен отряд пристига в Такесики (на остров Цушима) за носене на охранителна служба в Корейския пролив. От 4 до 29 юли „Акаши“ е на ремонт в Куре. На 10 октомври в района на Пусан „Акаши“ спира германския параход „M. Struve“ с водоизместимост 1582 тона с товар ориз, сол, жито и брашно към Владивосток. Съдът с качена на него призова команда е насочен към Сасебо.
След сключването на мира, на 20 октомври „Акаши“ в състава на 4-ти боен отряд пристига в Йокохама за участие в Императорския преглед на флота, състоял се на 23 октомври 1905 г.

### Между двете световни войни
През 1912 г. цилиндричните котли са заменени с котли система Никлос. На 28 август 1912 „Акаши“ е прекласифициран в крайцер 2-ри ранг.

### Първа световна война
През 1914 г. „Акаши“ участва в обсадата на Циндао.
През 1916 г. „Акаши“ в състава на 6-та ескадра, заедно с крайцерите „Ниитака“, „Цушима“, „Тоне“ и дивизион разрушители, води издирването на немските рейдери в източната част на Индийския океан.
На 11 март 1917 г. „Акаши“, под флага на контраадмирал Сато Кодзо, начело на два дивизиона разрушители, излиза от Сингапур към Средиземно море за участие във войната на европейския театър на военните действия. По пътя им през Индийския океан, съединението участва в издирването на немските рейдери и на 4 април пристига в Аден. На 13 април „Акаши“ пристига в Малта, където в течение на два месеца изпълнява задълженията на щабен кораб. Юни 1917 г., след пристигането в Малта на крайцера „Изумо“, станал флагмански кораб на японската ескадра в европейски води до края на войната, „Акаши“ тръгва към Япония.

### Край на службата
На 1 септември 1921 г. „Акаши“ е прекласифициран в кораб на бреговата отбрана 2-ри ранг. На 1 април 1928 г. бившият крайцер е изключен от списъците на флота и преоборудван на кораб мишена № 2 „Hai Kan № 2“. На 3 август 1930 г. той е потопен от пикиращи бомбардировачи близо до остров Изуошима.